# Athénée Joseph Bracops
L’athénée Joseph Bracops est une école communale d’enseignement secondaire, située au sein de la commune d’Andelercht, en région bruxelloise. 
L’établissement scolaire est situé dans le quartier du Meir à Anderlecht. La majorité des bâtiments est comprise en intérieur de l’îlot formé par la rue de la Procession, la rue Docteur Jacobs et l’avenue Bertaux. 

## Historique
L'Athénée Joseph Bracops était originellement nommé Athénée d’Anderlecht, et occupait jusqu'en 1975 le bâtiment situé au numéro 7, rue Ropsy-Chaudron (ancienne école communale n°3, architecte Georges Hansotte, 1888). L'établissement est nommé d'après Joseph Bracops, ancien bourgmestre d'Anderlecht.
L’Athénée déménage entre 1971 et 1975 au sein du complexe scolaire de la rue de la Procession, ensemble formé de plusieurs bâtiments construits entre 1920 et 1975,. L’école de la rue de la Procession est construite en 1920 en tant qu’école communale n°12 pour filles et école gardienne n°10. Le bâtiment accueille ensuite une école moyenne pour garçons en 1929 et ensuite une école moyenne pour filles à partir de 1949,.

## Architecture

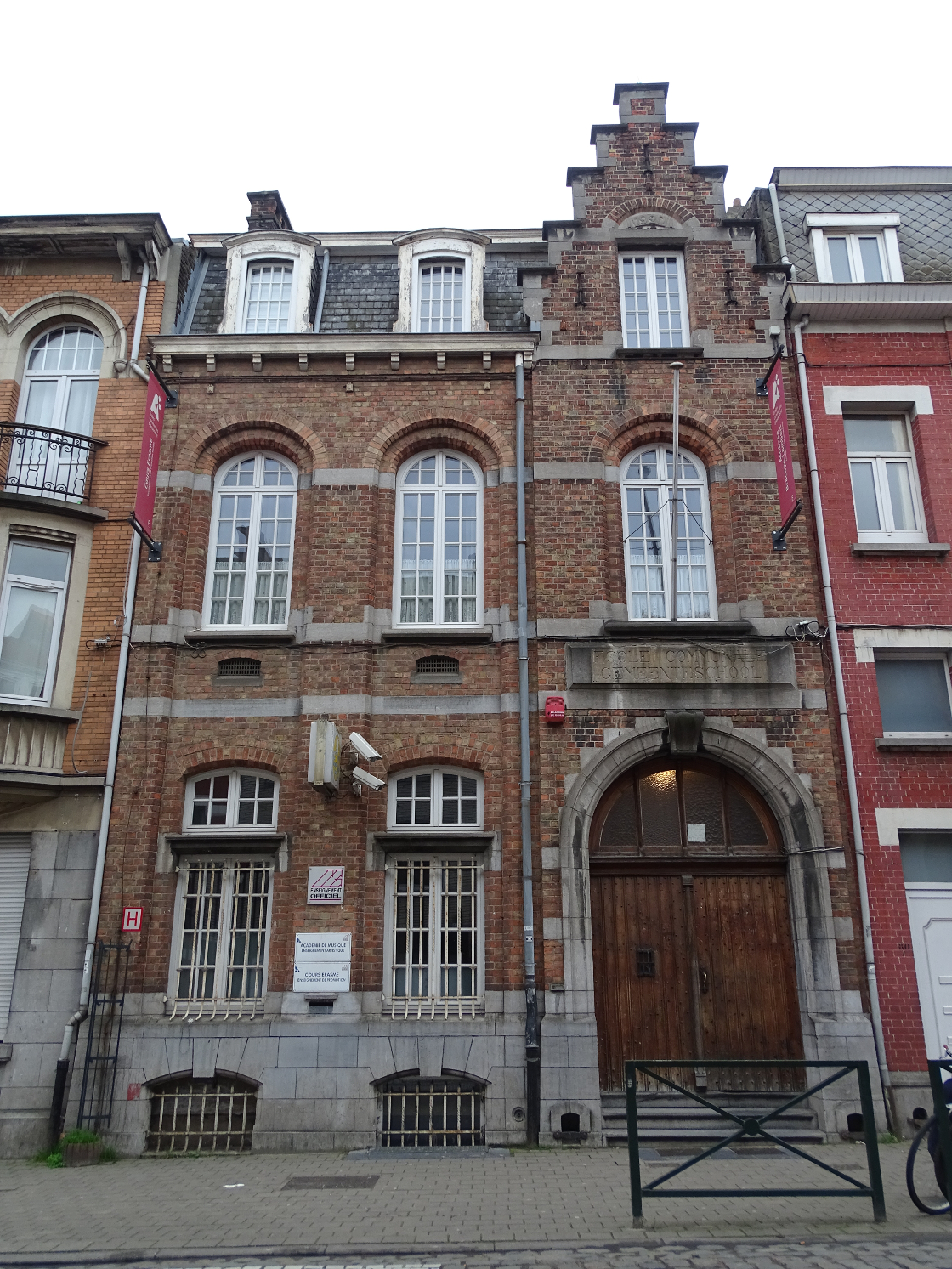
Façade rue de la Procession (1920)

### Bâtiment original (1920)
Les premiers plans du bâtiment sont dessinés en 1911 par l’architecte communal Louis Ernest S’Jonghers (1866-1931) et révisés en 1913,. Toutefois, le bâtiment n’est construit qu’après la Première Guerre mondiale, en 1920 et les premiers cours n'y sont donnés qu'à la rentrée scolaire de septembre 1922. L'établissement scolaire de la rue de la Procession est destiné à abriter l’école communale n°12 (filles) et l’école gardienne n°10 en remplacement des locaux de ces deux institutions autrefois situées respectivement dans l’ancienne maison communale d’Anderlecht, rue d’Aumale (démolie), et au numéro 10 de l’avenue d’Itterbeek.
La majorité des bâtiments de l’école ne sont pas visibles de la rue : en effet, seule la façade du n°78 rue de la Procession est implantée à front de rue, et les principaux bâtiments se situent en intérieur d’îlot. Cette conception répond aux préceptes de l’Ecole Modèle développée à Bruxelles dans la seconde moitié du XIXe siècle, dans l’idée d’isoler les enfants du contexte urbain pour une plus grande tranquillité propice à l’apprentissage,,. Depuis le bâtiment sur la rue de la Procession, le complexe est composé de deux bâtiments abritant les salles de classe, groupés autour d’un préau central et d’une cour de recréation. Deux bâtiments supplémentaires ont été construits dans la seconde moitié du XXe siècle pour augmenter la capacité de l’école.
La façade du 78 rue de la Procession se présente comme une modeste élévation, de largeur semblable au parcellaire résidentiel classique bruxellois. Elle ne laisse pas deviner l’importance des constructions situées en intérieur d’îlot. Elle est composée de trois travées en style néo-renaissance flamande librement interprété, jouant d’une bichromie entre brique ocre et pierre bleue. La travée d’entrée est surmontée d’un pignon millésimé.

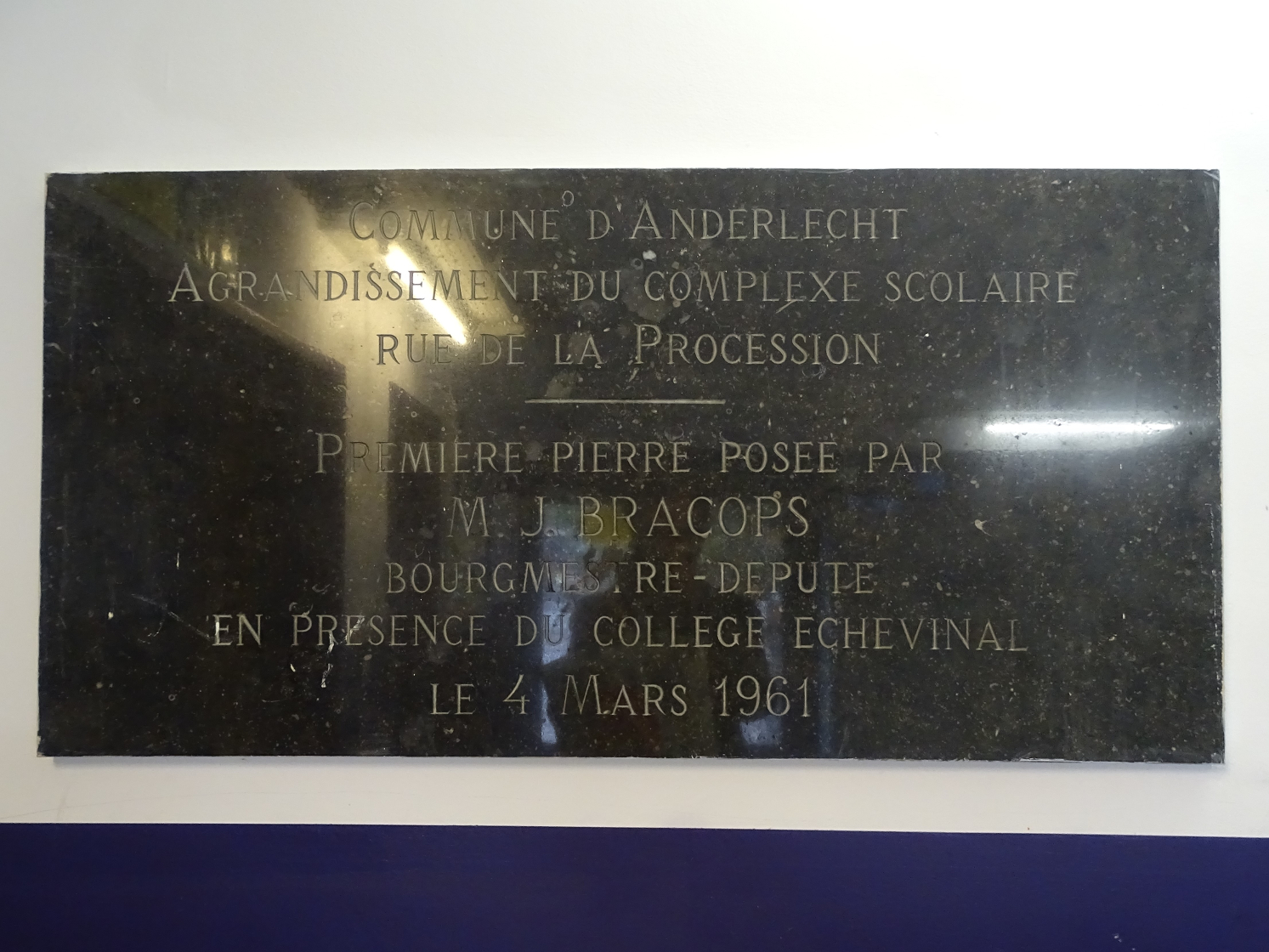
Plaque commémorative de la pose de la première pierre de l'extension (1961).

#### Bâtiments en intérieur d’îlot

##### Façades
Les deux bâtiments de classe sont disposés symétriquement de part et d’autre du préau central, autour de la cour extérieure. Ils déploient de hautes façades de treize travées et trois niveaux sous toiture. La bichromie entre la brique et les ponctuels éléments de pierre souligne le rythme des façades. Des grilles de ventilation sont placées dans une allège sur deux des deux étages supérieurs. L’aile du préau est nettement plus basse, ne comptant qu’un seul niveau de plain-pied, caractérisé par une division régulière de la façade par de hautes baies en plein cintre. Une haute cheminée circulaire en briques est flanquée à l'extrémité de la façade sur cour du bâtiments de classe sud. Des sanitaires extérieurs étaient à l'origine aménagés dans la cour, en face du préau : ils ont disparu lors de la construction de la première extension en 1961.

##### Intérieur
Le préau est l’élément le plus notable de l’ensemble. Il est composé de deux élévations intérieures caractérisées par une structure de piliers engagés et d’arcs de décharge en plein cintre. Le volume est couvert par une charpente métallique, dont les équerres reposent sur les chapiteaux des piliers engagés. L’aspect général du préau est proche de certaines autres écoles de la même période à Anderlecht, dont l’école à l’angle de la rue Eloy et rue des Vétérinaires, construit par l’architecte S’Jonghers en 1906. Dans la continuité du préau se trouve une salle de gymnastique, de dimensions plus modestes que le préau et également couverte d'une verrière supportée par une charpente métallique, toutefois moins travaillée que celle du préau (qui sert également de salle de sport occasionnelle). Les ailes de classe sont caractérisées par de grandes hauteurs sous plafond et une disposition répétée de quatre salles de classe par étage, autour d’un escalier central. 

### La première extension (1961)

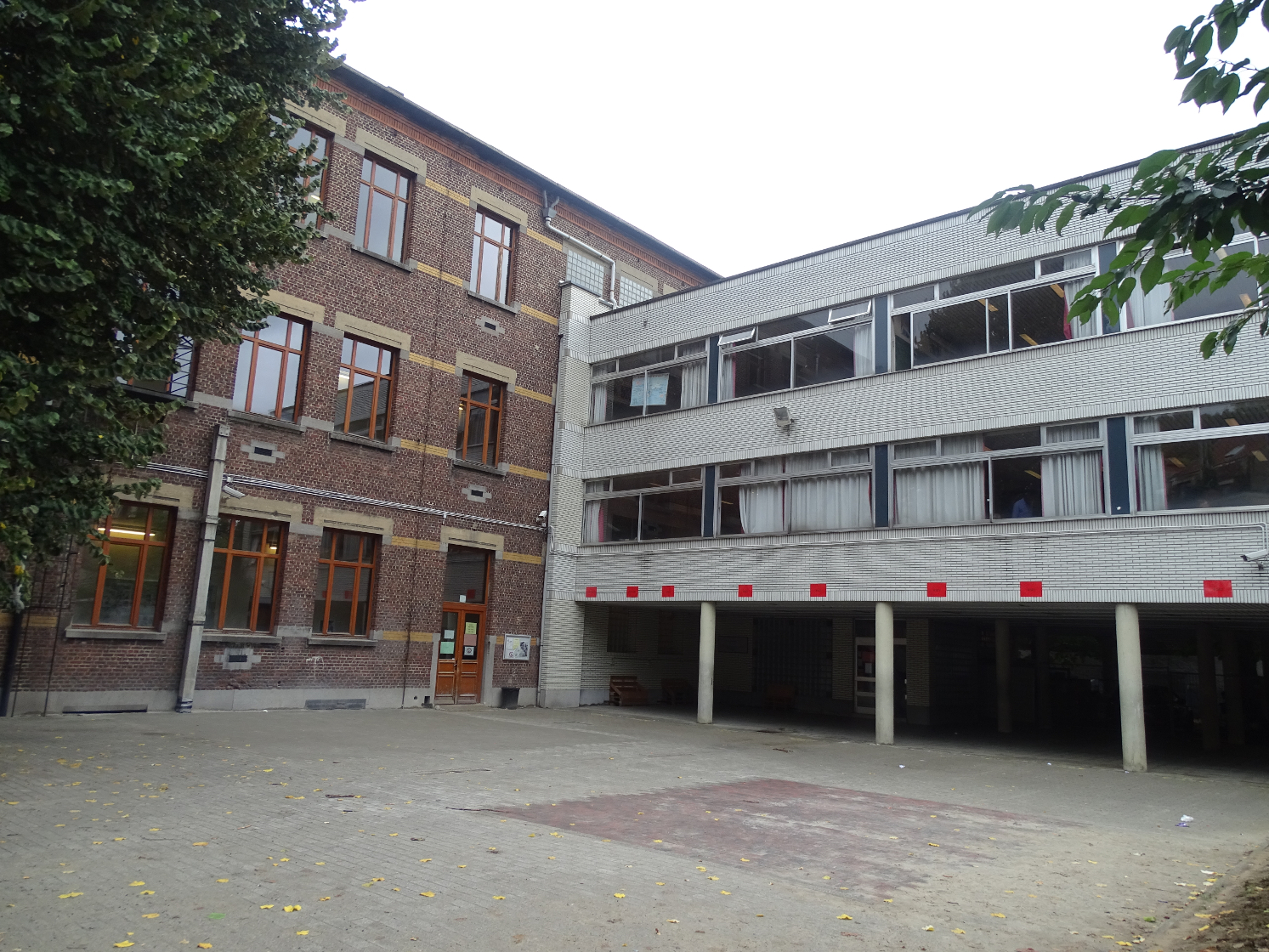
Vue de la seconde extension (1975).

En 1956, il est convenu d’accoler un nouveau bâtiment scolaire à une des deux ailes de classes du complexe de 1920 en intérieur d’îlot de la rue de la Procession. Cette nouvelle aile est inaugurée en 1961 pour accueillir les élèves du lycée Théo Lambert, école située dans le parc Astrid voisin de la rue de la Procession. Le site devient donc un complexe scolaire abritant deux établissements. Le nouveau bâtiment est construit selon les plans de l’architecte Lucien Piryns et la première pierre est posée le 4 mars 1961 par le bourgmestre Joseph Bracops. Il est caractérisé par une façade de style moderniste, comportant onze travées régulières et un parement de terre cuite émaillée blanche, et une toiture plate à corniche saillante . Une galerie d’un niveau est construite pour refermer la cour et connecter le nouveau bâtiment à la seconde aile de 1920. Cette galerie dispose d’un pavillon d’entrée orné d’un vitrail de quatre panneaux en béton et pâte de verre, caractéristique de l’après-guerre.

### La seconde extension (1975)
Une nouvelle aile est édifiée vers l’avenue Bertaux, adossée à la façade postérieure d’un des bâtiments originaux de 1920. Elle est l’œuvre de l’architecte Robert Abrahams et est inaugurée en 1975 par le bourgmestre Henri Simonet, comme en témoigne la plaque commémorative apposée sur le bâtiment. Le bâtiment présente une architecture d’inspiration moderniste, avec une façade à fenêtres en bandeaux et un rez-de-chaussée libre grâce à une structure de pilotis en béton.

### Ouvrages
- Almanach de la Province du Brabant, Bruxelles, 238 p. (lire en ligne)
- s.n., Anderlecht, ses écoles, ses institutions complémentaires de l'école; ses oeuvres protectrices de l'enfance, Bruxelles, 1922
- Thierry Demey, Bruxelles au tableau noir : le patrimoine des écoles, miroir de la guerre scolaire, Bruxelles, Badeaux, 2016.
- Brigitte Libois, Les écoles de la Ville de Bruxelles : un patrimoine architectural, Bruxelles, Racine, 2012, 175 p.

### Périodiques
- Ginette De Corte, « Curo-Hall, passé, présent, futur », Anderlechtensia n°140,‎ 2011

### Fonds d'archives
- Archives communales d’Anderlecht, service d’urbanisme
- « Archives de la Ville de Bruxelles »